# Sacra Famiglia con i santi Elisabetta e Giovanni Battista
La Sacra Famiglia con i santi Elisabetta e Giovanni Battista è un dipinto tempera a colla e oro su tela (62,9x51,3 cm) di Andrea Mantegna, databile al 1490 circa e conservato nel Kimbell Art Museum di Fort Worth, Texas.

## Storia
L'opera viene di solito datata alla fase tarda dell'artista, sia per ragioni tecniche (l'uso della tela) che stilistiche (affinità con la Pala Trivulzio e altre opere del periodo) quali la ricchezza cromatica e figurativa.
L'opera comparve in Italia a metà del XIX secolo, prima di finire in una collezione privata di Marsiglia nel 1909. Venduta tramite Sotheby's di Monaco il 21 giugno 1986, finì in una collezione privata europea, per poi venire acquistata su mercato newyorkese l'anno successivo dalla Kimbell Art Foundation.

## Descrizione e stile
Il Bambino è tenuto in piedi da Maria sul proprio ginocchio, che "sfonda" lo spazio pittorico verso lo spettatore. Come in altre opere simili, lo spazio pittorico è riempito da figure in primo piano, tra cui si distinguono san Giuseppe a sinistra e sant'Elisabetta (identica a quella nella Madonna della Vittoria) col piccolo Giovanni Battista a destra. Ciò serviva a garantire alla tela una lettura immediata e diretta coi fedeli, tipica in opere destinate all'uso devozionale privato come questa.
Gli sguardi di madre e figlio sembrano cercarsi ma, come tipico, non si incontrano. Le figure sono atteggiate ad espressioni assorte e malinconiche, nella prefigurazione della tragica sorte destinata a Gesù.
La morbida posa a "contrapposto" del Bambino e il suo nudo quasi scultoreo rimandano a modelli classici, come quelli dei giovani Dioniso, che il pittore vide forse nelle collezioni Gonzaga. La veste della Vergine, color corallo e giallo chiaro, era un tempo decorata da lumeggiature d'oro, oggi in larga parte perdute.